# Ванеса Меј
Ванеса Меј Ванакорн Николсон (енгл. Vanessa-Mae Vanakorn Nicholson, тај. วาเนสซ่า วรรณกร นิโคลสัน; 27. октобар 1978) је британско-тајландска виолинисткиња и алпска скијашица. Рођена је у Сингапуру од сингапурске мајке и тајландског оца, а од четврте године  након усвајања живи у Лондону.

## Музичка каријера
Меј је почела да свира виолину већ са четири године, након селидбе у Лондон. Са 13 година је постала најмлађа особа икада која је изводила концерте Бетовена и Чајковског. Први албум “Violin” је издала 1990. године, а први поп албум “The Violin Player” из 1995. је доживео велики успех и продат је у преко милион примерака широм света.
На Песми Евровизије 1998. у Бирмингему је учествовала у ревијалном програму као део наступа “Jupiter, The Bringer of Joviality”. Током 1999. године је свирала на концертима Мајкла Џексона.
Године 2006. је постала најбогатији британски музичар млађи од 30 година. Током каријере је продала више од 10 милиона копија, постала власник преко 40 међународних награда и наступала у више од 100 држава широм света.

### Дискографија

#### Албуми
- 1990.
- 1991.
- 1991-92.
- 1995.
- 1996.
- 1997.
- 1999.
- 2001.
- 2004.

## Спортска каријера
Меј се бави алпским скијањем од своје пете године.
Такмичила се на Зимским олимпијским играма 2014. у Сочију са очевим презименом Ванакорн, представљајући Тајланд. У трци велеслалома је заузела 67. место.
Јула 2014. године, појавиле су се информације да је Меј учествовала у намештању резултата у једној од квалификационих трка у Словенији, што је резултирало четворогодишњом суспензијом са скијашких такмичења. Суд за спортску арбитражу у Лозани је годину дана касније утврдио да нема доказа за овакве оптужбе, те је Међународна скијашка федерација укинула суспензију и упутила извињење. Меј се вратила скијашким такмичењима 2017. године са циљем да се пласира Олимпијске игре 2018. у Пјонгчангу, али се повукла због повреде рамена.